# Triple concerto pour violon, alto et violoncelle de Tippett
Le Triple Concerto pour violon, alto, violoncelle et orchestre est un concerto du compositeur britannique Michael Tippett. Composé en 1978-79, il fut créé le 22 août 1980 par l'Orchestre symphonique de Londres dirigé par Colin Davis à Londres.

## Analyse de l'œuvre
1. Moderato
2. Lento
3. Moderato

- Durée d'exécution : trente quatre minutes